# Auwinkel

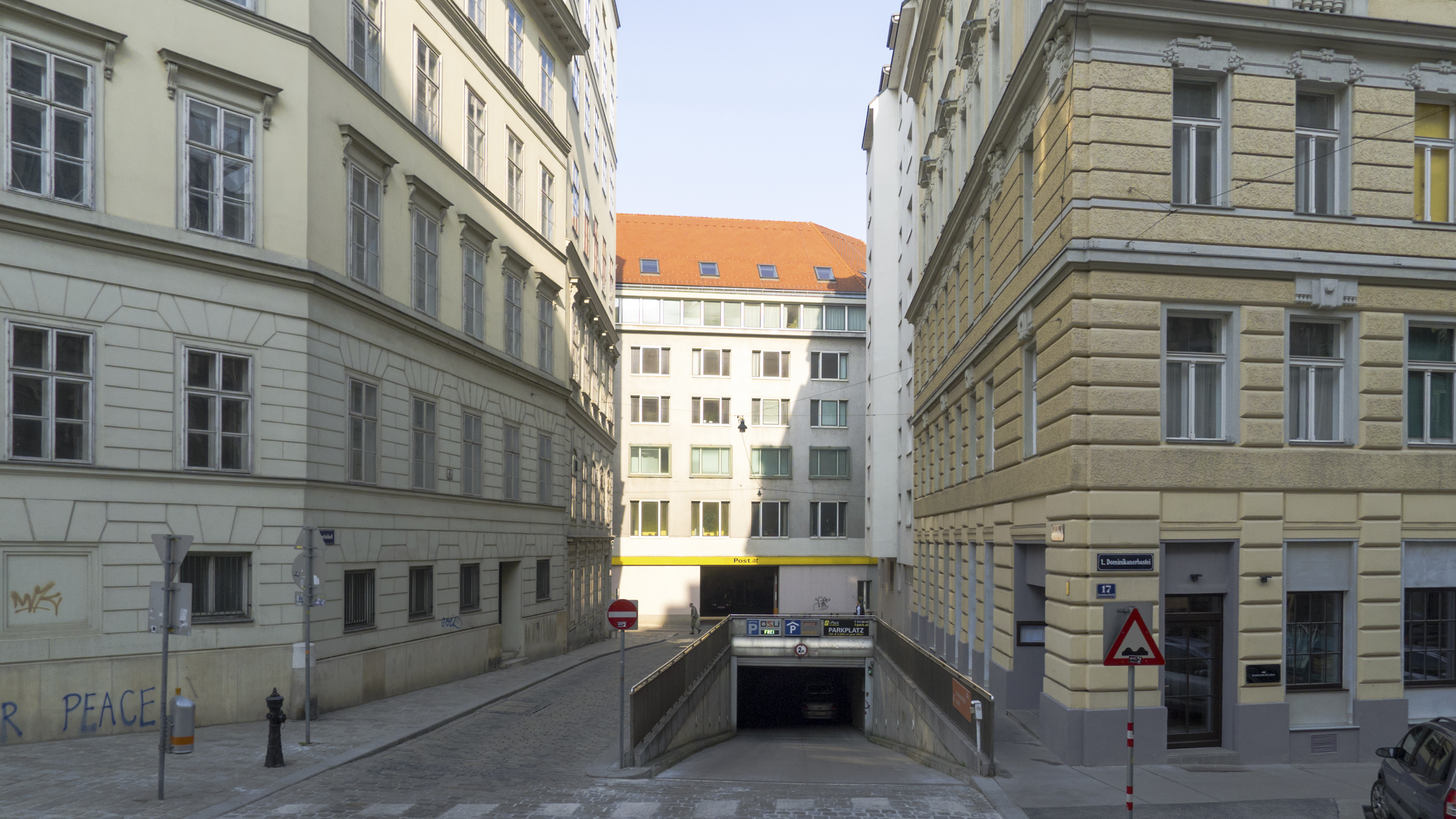
Der Auwinkel bei der Kreuzung mit der Dominikanerbastei

Auwinkel ist der Name einer Gasse im 1. Wiener Gemeindebezirk Innere Stadt. Ursprünglich hieß die Gegend Im Sauwinkel.

## Geschichte
Die Gegend der heutigen Gasse wurde im Mittelalter bis 1349 zum Alten Fleischmarkt gerechnet und bestand aus einigen an die Ringmauer angebauten Häuschen, denen gegenüber sich die Hinterfront des Klosters St. Laurenz befand. 1369 ist die Bezeichnung Hinter St. Laurenz unter den Hafnern belegt, 1486 Innerhalb der Mauer an des Pibers Turm, und 1514 gegenüber dem Meierhof von St. Lorenzen. An der Stelle der Parzelle Auwinkel 3 standen bis 1561 das Bibertor mit dem Biberturm, die Ringmauer bog hier von östlicher in südliche Richtung.
An der Stelle von Hafnersteig 7 und Franz-Josephs-Kai 17 befand sich ein 1566 und 1587 belegter Schweineschlachthof, weswegen die Gegend der heutigen Gasse und der zwischen Auwinkel und Fleischmarkt gelegene Teil der Postgasse sowie eine Häuserzeile zwischen Ringmauer und Kurtine Im Sauwinkel (belegt schon 1547) genannt wurde. Dabei blieb es noch 1710 und 1766, ehe die Bezeichnung offenbar als anstößig empfunden wurde und seit 1786 stattdessen in Auwinkel umbenannt wurde. Einen ähnlichen Vorgang der Umbenennung von Sauwinkel in Auwinkel gibt es übrigens auch im 12. Bezirk Budapests. Mit einer Au hat dies nichts zu tun, da es an dieser Stelle nie eine solche gegeben hat.
Als ab 1561 das Bibertor und der Biberturm abgerissen und stattdessen die Biberbastei errichtet wurde, verlief über das Areal der heutigen Gasse der Aufgang auf die Bastei, was sich heute noch durch einen Geländeanstieg zwischen Auwinkel 3 und 4 erahnen lässt. Bei der sich dabei im 17. Jahrhundert bildenden Häusergruppe rechnete man seit 1862 jene gegen Auwinkel 3 gelegenen Häuser zur Bibergasse, jene gegen Auwinkel 4 zum Auwinkel. Erst mit dem Abriss dieser Häusergruppe sowie jenem des Blocks zwischen Postgasse, Dominikanerbastei, Bibergasse und Auwinkel 1897–1904 verschwand die Bibergasse und erhielt der Auwinkel seinen heutigen Verlauf, wobei der alte Name beibehalten wurde. Der Teil des alten Auwinkels, der bis zum Fleischmarkt gereicht hatte, war schon 1862 zur Postgasse gekommen.

## Lage und Charakteristik
Der Auwinkel ist eine kurze Gasse, die von der Postgasse in östlicher Richtung bis zur Dominikanerbastei verläuft. Sie wird als Einbahnstraße geführt; die andere Hälfte der Fahrbahn besteht aus einer Abfahrt zu einer Tiefgarage. Es verkehren hier keine öffentlichen Verkehrsmittel, Auto- und Radverkehr sind gering, genauso wie das Fußgängeraufkommen.
Die Verbauung besteht an der Südseite der Gasse aus verschiedenen Trakten des frühhistoristischen Hauptpostgebäudes, an der nördlichen Seite aus einem späthistoristischen und einem modernen Wohnhaus.

## Gebäude

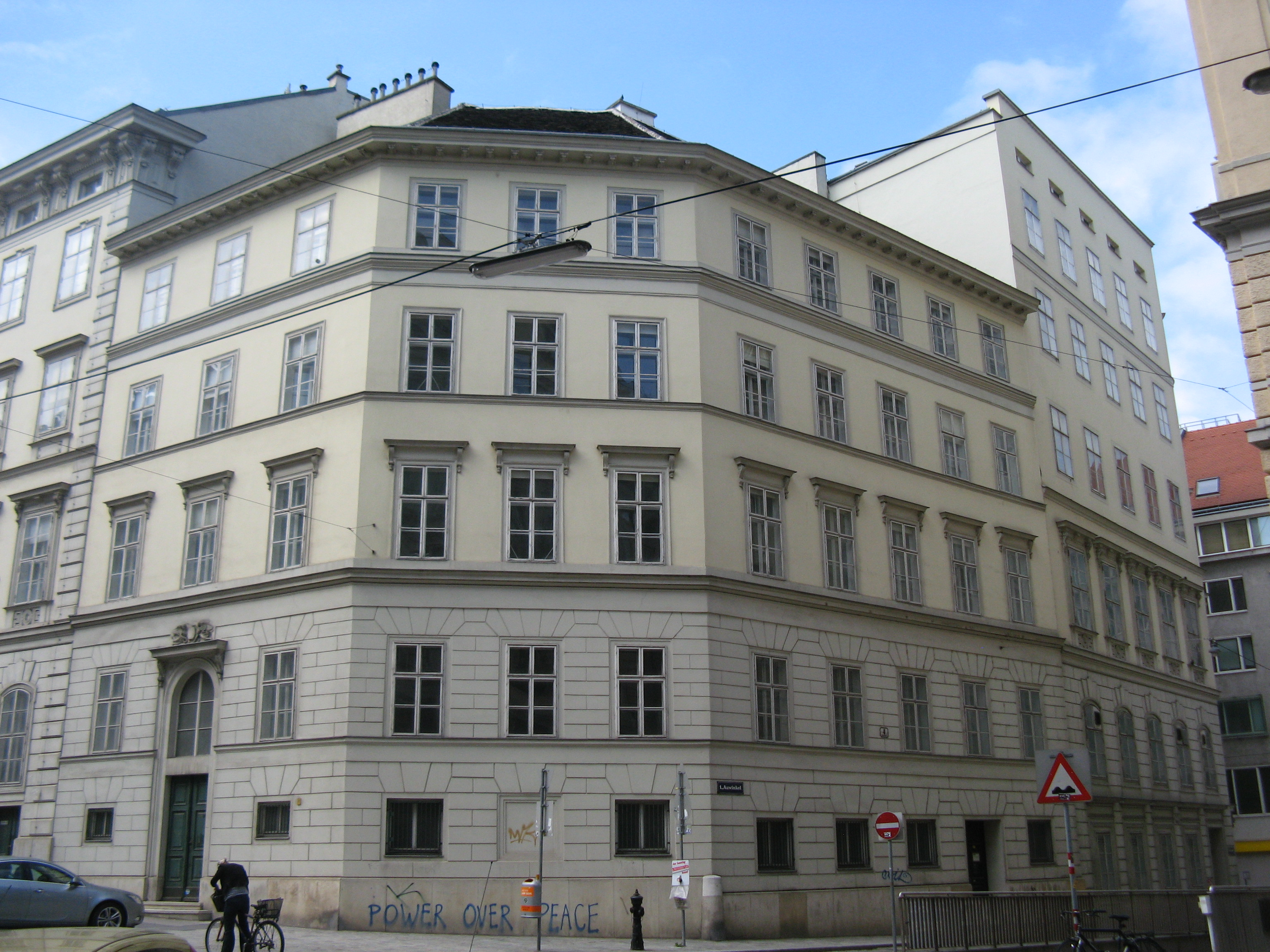
Auwinkel mit Haus Nr. 4

### Nr. 1 Wohnhaus
Die durch Kriegszerstörungen entstandene Baulücke wurde durch einen modernen Wohnbau nach Plänen des Architekten Franz Suppinger im Jahr 1952 geschlossen. Er liegt an der Hauptadresse Postgasse 14.

### Nr. 2, 4 Hauptpost
Beide Gebäude sind frühhistoristische Zubauten des heterogenen Komplexes des Hauptpostgebäudes, das an der Hauptadresse Postgasse 8–10 liegt.

### Nr. 3 Wohnhaus
Das historistische Eckhaus wurde 1899 nach Plänen von Ludwig A. Fuchsik in Formen der Wiener Neorenaissance erbaut. Es liegt an der Hauptadresse Dominikanerbastei 17.